# إتش. أ. حبيب
إتش. أ. حبيب (20 فبراير 1982 كابل أفغانستان - ) هو لاعب كرة قدم أفغاني يلعب كلاعب وسط.

## وصلات خارجية
- إتش. أ. حبيب على موقع بيانات كرة القدم. دي إي (الألمانية)
- إتش. أ. حبيب على موقع ناشيونال فوتبول تيمز (الإنجليزية)
- إتش. أ. حبيب على موقع Soccerway.com (الإنجليزية)
- إتش. أ. حبيب على موقع عالم كرة القدم.نت (الإنجليزية)